# Souvigné-sur-Sarthe

Souvigné-sur-Sarthe este o comună în departamentul Sarthe, Franța. În 2009 avea o populație de 612 de locuitori.